# Мартыновка (Золочевский район)
Марты́новка (укр. Мартинівка) — село, Одноробовский сельский совет, Золочевский район, Харьковская область, Украина.
Код КОАТУУ — 6322684505. Население по переписи 2001 года составляет 71 (32/39 м/ж) человек.

## Географическое положение
Село Мартыновка находится в 3-х км от реки Уды (правый берег), примыкает к сёлам Постольное, Ковали, посёлку Снеги.
Рядом проходит железная дорога, станция Снеги.
На расстоянии в 1 км проходит автомобильная дорога Т-2103.

## История
- 1700 — дата основания.

## Экономика
- Молочно-товарная ферма.